# Аскери
Аскери (фин. Askeri) — небольшой остров в юго-восточной Финляндии, близ границы с Россией. Расположен в Финском заливе Балтийского моря, к юго-востоку от порта Котка, к северо-востоку от острова Гогланд. Административно относится к общине Котка в области Кюменлааксо.

## История
В ходе советско-финляндской войны 1939—1940 гг. 3 марта 1940 года в 9 часов 29 мин советский 1-й батальон Отдельной специальной стрелковой бригады (ОССБ) занял остров Аскери и башню Луппи, а 50-й стрелковый батальон продолжал продвигаться вперёд под сильным огнём со стороны береговых батарей Ранкки (2 батареи, пять 152-мм орудий) и Кирконма (четыре 254-мм орудия) 2-го отдельного артиллерийского дивизиона береговой обороны со штабом в городе Хамина под командованием подполковника Т. Кайнулайнена. 1-й батальон ОССБ  и 50-й стрелковый батальон входили в отряд майора А. П. Рослова, наступающий с острова Гогланд на острова Хаапасаари, Кильписаари и Таммио во время отвлекающей операции морской пехоты под руководством командующего Зимней обороной Г. Т. Григорьева. В 10 ч 00 мин батальоны попали под заградительный огонь финнов со стороны островов Кирконма и Ранкки, но продолжали вести наступление, неся при этом потери. Находясь под впечатлением сильного артобстрела противника, в 14 ч 40 мин майор А. П. Рослов доложил в штаб флота, что несёт большие потери (хотя на самом деле они были незначительны), а потому отходит на остров Гогланд. К 15 часам на Гогланд стали прибывать отошедшие части морских пехотинцев. Узнав о небольших потерях отряда Рослова, командующий Зимней обороной Г. Т. Григорьев в 16 ч 45 мин приказал прекратить отход и продолжать наступление на остров Кильписаари. 50-й стрелковый батальон и 1-й батальон ОССБ полностью вернулись на Гогланд в ночь с 4 на 5 марта.